# کیم جین کیو (بازیکن فوتبال)
کیم جین کیو (انگلیسی: Kim Jin-kyu؛ زادهٔ ۱۶ فوریهٔ ۱۹۸۵) یک بازیکن فوتبال اهل کره جنوبی است.
وی همچنین در تیم‌های ملی فوتبال کره جنوبی کره جنوبی کره جنوبی بازی کرده‌است.